# بانکسیا باتلاقی
بانکسیای باتلاقی(نام علمی: Banksia littoralis) نام یک گونه از سرده بانکسیا است.